# گاه‌شماری کردی
یکشنبه

...............

۳ فروردین
۱۴۰۴ خورشیدی
تیرشید
۲ فروردین ٢٥٨٣ شاهنشاهی
۳ خالکلوه (۱)
۲۷۲۵
کردی مادی
۲۳ مارس
۲۰۲۵ میلادی
۲۳ رمضان
گاه‌شماری کردی یا کردی مادی، براساس گاه‌شماری هجری خورشیدی است و از آنجا که به‌طور معمول مبدأ آن، تأسیس حکومت مادها در ایران یا در بعضی مناطق، فتح نینوا بدست مادها، دانسته شده‌است به تقویم 'مادی' نیز مشهور است.

## مبدأ و ارکان گاهشماری کردی
گاه‌شماری کردی در گذشته از گاه‌شماری بابلی گرفته شده بود و به صورت گاه‌شماری‌های خورشیدی-مهی محاسبه می‌شد ولی الآن یک گاه‌شماری خورشیدی است با این تفاوت که مبدأ آن تأسیس دولت ماد می‌باشد.
گاه‌شماری کردی یکی از گاه‌شماری‌های کردستان است که برخلاف سایر گاه‌شماری‌های دیگر مبدأیی متفاوت با مبدأ گاه‌شماری هجری شمسی دارد، مبدأ مفروضی مربوط به فتح نینوا (پایتخت امپراتوری باستانی آشور) به دست هووخشتره در ۶۱۲ ق. م نیز برای آن انتخاب شده‌است که امروزه نیز در تقویم‌های چاپی از آن استفاده می‌شود. بین نواحی کردنشین، صورت‌های مشابه نام کردی ماه‌ها وجود دارد این نام‌ها در گاه‌شماری کردی برگرفته از نام‌های اصیل و محلی کردی می‌باشد.

## ماه‌های کردی مادی
ماه‌های گاه‌شماری کردی در سورانی:
1. Xakelêwe / خاکه‌لێوه = فروردین
2. Gulan / گوڵان = اردیبهشت
3. Cozerdan / جۆزه‌ردان = خرداد
4. pûşper / پووشپه‌ڕ = تیر
5. Gelawêj / گه‌لاوێژ = مرداد
6. Xermanan / خه‌رمانان = شهریور
7. Rezber / ڕه‌زبه‌ر = مهر
8. Xezelwer / خەزەڵوەر = آبان
9. Sermawez / سه‌رماوه‌ز = آذر
10. Befranbar / به‌فرانبار = دی
11. Rêbendan / ڕێبه‌ندان = بهمن
12. Reşemê / ڕه‌شه‌مێ = اسفند

## تفاضل گاه‌شماری کردی با گاه‌شماری هجری خورشیدی
آنگونه که در بین کردها هم‌اکنون معمول است؛ اگر مبدأ آن، تأسیس حکومت ماد به دست دیاکو در نظر گرفته شود، تفاضل ایندو گاه‌شماری ۱۳۲۱ سال است. برای به دست آمدن سال کردی کافی است عدد ۱۳۲۱ به سال هجری خورشیدی اضافه شود؛ مثلاً: سال ۱۴۰۴ هجری خورشیدی، می‌شود ۲۷۲۵ کردی (مادی).
امسال، سال ۲۷۲۵ تقویم کردی مادی است.
چنانچه مبدأ آن، فتح نینوا (پایتخت امپراتوری باستانی آشور) به دست هووخشتره در ۶۱۲ قبل از میلاد که در گذشته در مناطق کردنشین معمول بوده‌است در نظر گرفته شود، تفاضل آن ۱۲۳۳ سال است و سالشمار آن به همین میزان از گاهشماری هجری شمسی قدیمی‌تر است؛ یعنی: ۱۴۰۴ هجری خورشیدی، می‌شود سال ۲۶۳۷ کردی (مادی)
تاریخ امروز کردی:
| روز کنونی کردی | ماه کنونی کردی | سال کنونی کردی |
| -------------- | -------------- | -------------- |
| ۳              | خالکلوه (۱)    | ۲۷۲۵ کردی مادی |

## روزهای هفته
| گویش               | شنبه   | یکشنبه    | دوشنبه    | سه شنبه    | چهارشنبه   | پنجشنبه    | جمعه (آدینه) |
| ------------------ | ------ | --------- | --------- | ---------- | ---------- | ---------- | ------------ |
| سورانی             | شه‌ممه  | یه‌کشه‌ممه  | دووشه‌ممه  | سێشەممه    | چوارشه‌ممه  | پێنجشه‌ممه  | هه‌ینی        |
| سورانی به انگلیسی  | Şeme   | Yekşeme   | Dúşeme    | Séşeme     | Çúwarşeme  | Péncşeme   | Heyní        |
| هورامی             | شه‌ممه‌ی | یه‌کشه‌ممه‌ی | دوه‌شه‌ممه‌ی | یه‌ره‌شه‌ممه‌ی | چوارشه‌ممه‌ی | په‌ن شه‌ممه‌ی | جومعه‌ی       |
| کرمانجی به انگلیسی | Şemí   | Yekşem    | Duşem     | Séşem      | Çarşem     | Péncşem    | Íní          |
| شکل اختصاری        | Şe     | Ye        | Du        | Sê         | Ça         | Pê         | Ín           |